# ستيفن باولوس
ستيفن باولوس (بالإنجليزية: Stephen Paulus)‏ هو ملحن أمريكي، ولد في 24 أغسطس 1949 في سوميت في الولايات المتحدة، وتوفي في 19 أكتوبر 2014 في أردن هيلز في الولايات المتحدة.

## وصلات خارجية
- ستيفن باولوس على موقع ميوزك برينز (الإنجليزية)
- ستيفن باولوس على موقع أول ميوزيك (الإنجليزية)
- ستيفن باولوس على موقع ديسكوغز (الإنجليزية)